# Coelichneumon clypeatus
Coelichneumon clypeatus är en stekelart som först beskrevs av Tohru Uchida 1955.  Coelichneumon clypeatus ingår i släktet Coelichneumon och familjen brokparasitsteklar. Inga underarter finns listade i Catalogue of Life.